# 山崎友造
山崎 友造（やまざき ともぞう、1873年（明治6年）7月 - 1926年 （大正15年）9月27日）は、日本の陸軍軍人。最終階級は陸軍少将。

## 経歴
1873年（明治6年）、旧紀州藩士・山崎亀蔵の次男として和歌山県に生まれる。15 歳で旧藩から抜擢され上京、陸軍幼年学校に入学した。1894年（明治27年）7月27日、陸軍士官学校（5期）を卒業。同年9月18日、砲兵少尉に任官。大阪砲兵工廠勤務の折、栗山勝三少佐の次女・幸子と結婚。1903年（明治 36 年）、砲兵大尉としてドイツに留学。1908年（明治41年）帰国して、東京砲兵工廠製造所長。1916年（大正5 年） 4月１日、火工廠宇治火薬製造所長。1919年（大正 8 年）、前所長西郷寅太郎の死去を受けて、同年1月15日、習志野俘虜収容所長に就任、ドイツ捕虜の本国送還に尽力する。同年11月25日、砲兵大佐から陸軍少将に昇進。大正9年4月1日の収容所閉鎖と共に待命。同年7月16日、予備役編入となる。

## 栄典
位階
- 1905年（明治38年）4月7日 - 従六位[6]

勲章
- 1906年（明治39年）4月1日 - 勲四等旭日小綬章・明治三十七八年従軍記章[7]
- ロシア帝国神聖アンナ第二等勲章 [8]
- アジア歴史資料センター、レファレンスコードA11112752900「陸軍少将山崎友造外百七名叙位ノ件」（大正8年12月）では、従五位勲三等から正五位に、さらにA11112818000「陸軍少将山崎友造外二名特旨叙位ノ件」（大正9年8月）では、従四位に叙されている。